# Corner (kunstnersammenslutning)
|  | For alternative betydninger af ordet Corner, se Corner. |
Corner hører til gruppen af kunstnersammenslutninger i Danmark. Den første udstilling fandt sted i 1932 og tog navn efter udstillingsbygningen i det indre København, hjørnet Vester Voldgade/Studiestræde. Corners kunstnere samledes om at udtrykke naturens utallige nuancer i en tradition, der kan føres tilbage til Albert Gottschalk, Harald Giersing og de store Fynbomalere. Landskabskunsten blev videreudviklet af medlemmernes forskellige temperamenter, tilhørsforhold og syn, som eksempelvis Karl Bovin med rødder i Vendsyssel, nærmere betegnet Frederikshavn; Alfred Simonsen fra Kølstrup ved Kerteminde, og Erik Raadal fra det midtjyske Gjern. Figurmaleriet var fra starten stærkt repræsenteret ved medlemmerne Victor Brockdorff, Kaj Ejstrup og Lauritz Hartz.
I Corner har den figurative kunst og dens udvikling gjort sig gældende på mangfoldig vis, og den har i sammenslutningens historie oftest - med museumsinspektør Jan Garffs ord - været en kunst med rod i den jordnære virkelighed.

## Stiftelse og tidlige år
På opfordring af direktør, cand. phil. Ejler Jørgensen samlede billedhuggeren Holger Kapel nogle yngre kunstnere til at udstille i et ledigt stort lokale i den nybyggede "Corner"-bygning, på hjørnet af Vester Voldgade og Studiestræde i København. Corner udstillede her første gang i 1932 og tog navn efter bygningen. Den første udstilling havde deltagelse af Karl Bovin, Victor Brockdorff - og Søren Hjorth Nielsen, som dog udstillede uden for katalog. Derudover Ebba Carstensen, Henry Clante, Kaj Ejstrup, Lauritz Hartz, Grete Jensen, Ejnar Larsen, Karen Melskens, Aage Petersen, Erik Raadal, Arne Gorki Schmidt, Johan Sejg, Kirsten Gye Sejg, Alfred Simonsen, Dagmar Starcke, Hans Syberg og Niels Tvede.
Corner var en af de første kunstnersammenslutninger, der inddrog musikken i udstillingerne. Allerede i 1932 og de følgende år opstilledes et PH-flygel i lokalerne, og der blev afholdt mindre, improviserede musikalske arrangementer under udstillingen. Drivkræfter i de første år var Corners medstifter Holger Kapel, Johan Bentzon og Lavard Friisholm. Senere trådte komponisten Herman D. Koppel til. Han fortæller selv, at en side ved "brugsmusikken" var at få musikken ud af koncertsalene.
I 1935 måtte Cornerudstillingen flytte til Kunsthallen i Købmagergade i København. Her udstillede seks medlemmer, og der blev afholdt en mindeudstilling for Alfred Simonsen.

## Samarbejde med Høstudstillingen
Fra 1936 til og med oktober 1942 gik Corner i udstillingsfællesskab med Høstudstillingen, under navnet "Corner- og Høstudstillingen". I disse år fandt udstillingen sted i Den Fries Udstillingsbygning.
Blandt Corner- og Høstudstillingens udstillere var: Else Alfelt, Ejler Bille, Karl Bovin, Victor Brockdorff, Kaj Ejstrup, Niels Grønbech, Lauritz Hartz, Sven Havsteen-Mikkelsen, Kjeld Heltoft, Egill Jacobsen, Asger Jørgensen (den senere Asger Jorn), Ole Kielberg, Niels Lergaard, Richard Mortensen, Carl-Henning Pedersen, Erik Raadal, Hans Scherfig, Alfred Simonsen, Gunnar Westman.

### De kvindelige kunstnere
På Corners første udstilling i 1932 deltog som gæster to kvindelige malere: Ebba Carstensen og Kirsten Gye Sejg, og tre kvinder i udstillingens afdeling for dekorativ kunst: Dagmar Starcke med applikerede billeder, Karen Melskens (1895-1988) med billedvævninger og Grete Jensen (1906-1935), der viste keramiske værker. Herefter gik der adskillige år, førend kvinder igen fik adgang til udstillingen. Ebba Carstensen valgte at blive medlem af Decembristerne kort efter Corners udstilling. Høstudstillingen havde ved starten i 1934 ingen kvindelige medlemmer. Dagmar Starcke valgte at arbejde uden for kunstnersammenslutningerne, indtil hun i 1956 gik til Den Frie Udstilling.
En del af Corners medlemmer havde stor tilknytning til og endda bosat sig i Odsherred og kom derved til at indgå i begrebet Odsherredmalerne. Det var først og fremmest Karl Bovin, Kaj Ejstrup, Victor Brockdorff, Viggo Rørup, Poul Christensen og Ernst Syberg. Men også de kvindelige malere Amy Bovin (1911-1980), Birthe Bovin (1906-1980), Helga Klitbæk Ejstrup (1905-1970) og Ellen Krause (1905-1990) levede og malede i Odsherred i ægteskab med de mandlige malere. Kunstnerægteparrene - kunne man forestille sig - ville kunne give lige muligheder for mænd og kvinder for at arbejde med kunsten og blive en del af udstillingsfællesskaberne. Sådan gik det imidlertid ikke. Kun Ellen Krause, gift med Viggo Rørup, blev senere medlem af Corner, og ingen af de øvrige kvinder blev inviteret blot som gæsteudstillere. Som museumsinspektør Jesper Sejdner Knudsen anfører: De kvindelige kunstnere tog konsekvensen af den manglende deltagelse på Corner-udstillingen, delvist forårsaget af deres mænd, og lejede sig ind på Charlottenborg samtidig med Corner-kollegerne i 1951.
Første kvindelige medlem af Corner blev maleren Elisabeth Karlinsky i 1942. Det holdt imidlertid hårdt med repræsentationen at kvinder overhovedet; i 1950 gæstede tekstilkunstneren og strikkepioneren Ragnhild Madsen udstillingen og i 1959 inviteredes maleren Agnete Varming og grafikeren og tegneren Elsa Nielsen som gæster.

## Corner på Charlottenborg
Fællesskabet med Høstudstillingen varede ikke ved, og Corner udstillede som selvstændig gruppe fra december 1942 på Charlottenborg. Nu var maleren Hans Scherfig blevet medlem, og han indgik som en del af kernen i gruppen med tanker og idéer til udveksling hen imod internationale udstillingsdialoger. Herefter indledtes en dialog med udenlandske kunstnere. Efter anden verdenskrig introduceredes fire franske malere Jean Aujame, Roger Chapelain-Midy, Jean-Michel Atlan og Èdouard Pignon. Gæst i 1947 var den østrigske grafiker Margret Bilger.
Moderne kunstnere fra Den kinesiske Folkerepublik viste i 1951 deres værker sammen med flere klassiske kinesiske kunstnere. Det blev starten på et længerevarende udstillingsfællesskab mellem Corners kunstnere og kunstnere fra Kina. Maleren Qi Báishi udstillede som medlem i 1954, og fra 1960 Ho Tien-Chien. Cornerkunstnere gæstede i 1961 Kina for første gang.
I dag trækkes atter stærke bånd mellem kunstnerne, hvor maleren Tong Wang er blevet medlem af Corner, og Cornerkunstnere har flere gange udstillet i Kina. I 2009 deltog således en række af Corners kunstnere sammen med studerende på Det Kongelige Danske Kunstakademi i udstillingen "Northern European Art Exhibition". Udstillingen var kurateret af Tong Wang, professor ved Inner Mongolia University Arts Academy, i samarbejde med Corner og Kunstakademiet i København.
Kunstnere fra mange dele af verden har gæstet Corner. Nogle af dem blev efterfølgende medlemmer. Fælles for dem er – på meget forskellig vis – at dyrke det figurative formsprog såvel i maleri som i skulptur og grafik. Som eksempler kan fremhæves schweitzeren Hans Erni (maleri og tegning 1953), Edvard Munch (død 1944) (grafik 1959), Walther H. Williams (maleri 1963), sovjetrussiske kunstnere 1965 - og senere Anders Åberg, Edith Isaac-Rose, Will Eisner og R. B. Kitaj.
Særlig opmærksomhed i nyere tid har kunstnere fra "The School of London" modtaget på Corner. Kjeld Heltoft skabte kontakten med Frank Auerbach, Lucian Freud, Leon Kosoff, Celia Paul og Paula Rego, som alle har deltaget i Corners udstillinger. En yngre generation britiske kunstnere, for eksempel Cathie Pilkington, er blevet medlem(mer).
Også filmkunstnere blev optaget i Corner: Jørgen Roos (1922-1998) og Jacob Jørgensen, og fotografen Kirsten Klein.

## Tiden efter Charlottenborgs statusændring
Udstillingsbygningen ved Charlottenborg fik ny status i 2007, sådan at den fra at have haft lovfæstet status som kunstnernes bygning fik ny status som kunsthal. Det betød et stop for kunstnersammenslutningernes årlige udstillinger. Corner fik imidlertid fra 2008 ny mulighed for årlige udstillinger på Sophienholm udstillingsbygning ved Bagsværd Sø.
I 2023 flyttede Corner til Kulturcenter Gammelgaard på Københavns Vestegn, (Hjortespring/Herlev). Gæster i 2023 var Christian Lemmerz, MatWay, Anne Marie Ploug, Krista Rosenkilde og Maria Wandel. 
Dertil har sammenslutningen samarbejdet med kunstforeninger uden for København (til eksempel Det Ny Kastet i Thisted og Morsø Kunstforening på Mors). En følge af covid-19 pandemiens nedlukning af offentlige sammenkomster nødvendiggjorde/tvang Corner til at udskyde og siden lukke en klargjort udstilling. Udstillingen på Sophienholm i 2021 (januar-februar) lukkede for publikum, men lever i udstillingskatalogets dokumentation.
Medlemmerne af Corner har ved flere lejligheder deltaget i udstillingssammenhænge i Danmark, udover de årlige udstillinger på Sophienholm. Fra 2010 og efterfølgende år arrangerede grafikeren Jens Bohr sejladser - i Johannes Larsens og Achton Friis' ånd - for Corners medlemmer med kystsejleren "Rylen" langs kyster i de indre danske farvande. Det blev arbejdssejladser, og kunstværkerne udstilledes efterfølgende på Odsherred Kunstmuseum, Johannes Larsen Museet, Søfartsmuseet i Marstal og i Kolding Kunstforening.

## Corners medlemmer
Sammenslutningen omfatter aktuelt (pr. 17.04. 2025) 39 billedkunstnere.
- Martin Askholm
- Maria Bianca Barmen
- Elisabeth Bergsøe
- Linda Bjørnskov
- Jens Bohr
- Per Baagøe
- Uffe Christoffersen
- Mia Nelle Drøschler
- Maja Lisa Engelhardt
- Daniel Enkaoua
- Alba S. Enström
- Claus Handgaard
- Bente Hansen
- Merete Hansen
- Ole Prip Hansen
- Finn Heiberg
- Lars Heiberg
- Tove Hummel
- Elisa Jensen
- Jacob Jørgensen
- Jens-Peter Kellermann
- Pontus Kjerrman
- Kirsten Klein
- Freja Niemann Lundrup
- Leif Madsen
- MatWay
- Anne Marie Mejlholm
- Ulrik Møller
- Anita Viola Nielsen
- Hanne Sejrbo Nielsen
- Mogens Nørgaard
- Knud Odde
- Cathie Pilkington
- Anne Marie Ploug
- Lene Rasmussen
- Lars Ravn
- Christian Schmidt-Rasmussen
- Tong Wang
- Claus Ørntoft

Sammenslutningen omfattede (pr. juli 2008) 44 kunstnere, der er aktive på den danske kunstscene og som arbejder med maleri, skulptur, tegning, fotografi og film.
- Henning Andersen
- Poul Anker Bech
- Elisabeth Bergsøe
- Jens Bohr
- Per Baagøe
- Uffe Christoffersen
- Chris Minh Doky
- Maja Lisa Engelhardt
- Helle-Vibeke Erichsen
- Mogens Gissel
- Lars Grenaae
- Bente Hansen
- Gustav Hansen
- Merete Hansen
- Ole Prip Hansen
- Finn Heiberg
- Kjeld Heltoft
- Berit Hjelholt
- Tove Hummel
- Ole Sylvest Jacobsen
- Regnar Jensen
- Jacob Jørgensen
- Jens-Peter Kellermann
- Pontus Kjerrman
- Kirsten Klein
- Janne Klerk
- Thomas Kluge
- Leif Madsen
- Anne Marie Mejlholm
- Egon Bjerg Nielsen
- Elsa Nielsen
- Hanne Sejrbo Nielsen
- Dick Nyhuus
- Mogens Nørgård
- Celia Paul
- Lene Rasmussen
- Lars Ravn
- Paula Rego
- Morten Skovmand
- Hans Voigt Steffensen
- Oddvar Torsheim
- Hanne Varming
- Claus Ørntoft
- Anders Åberg